# Katrin Kivi

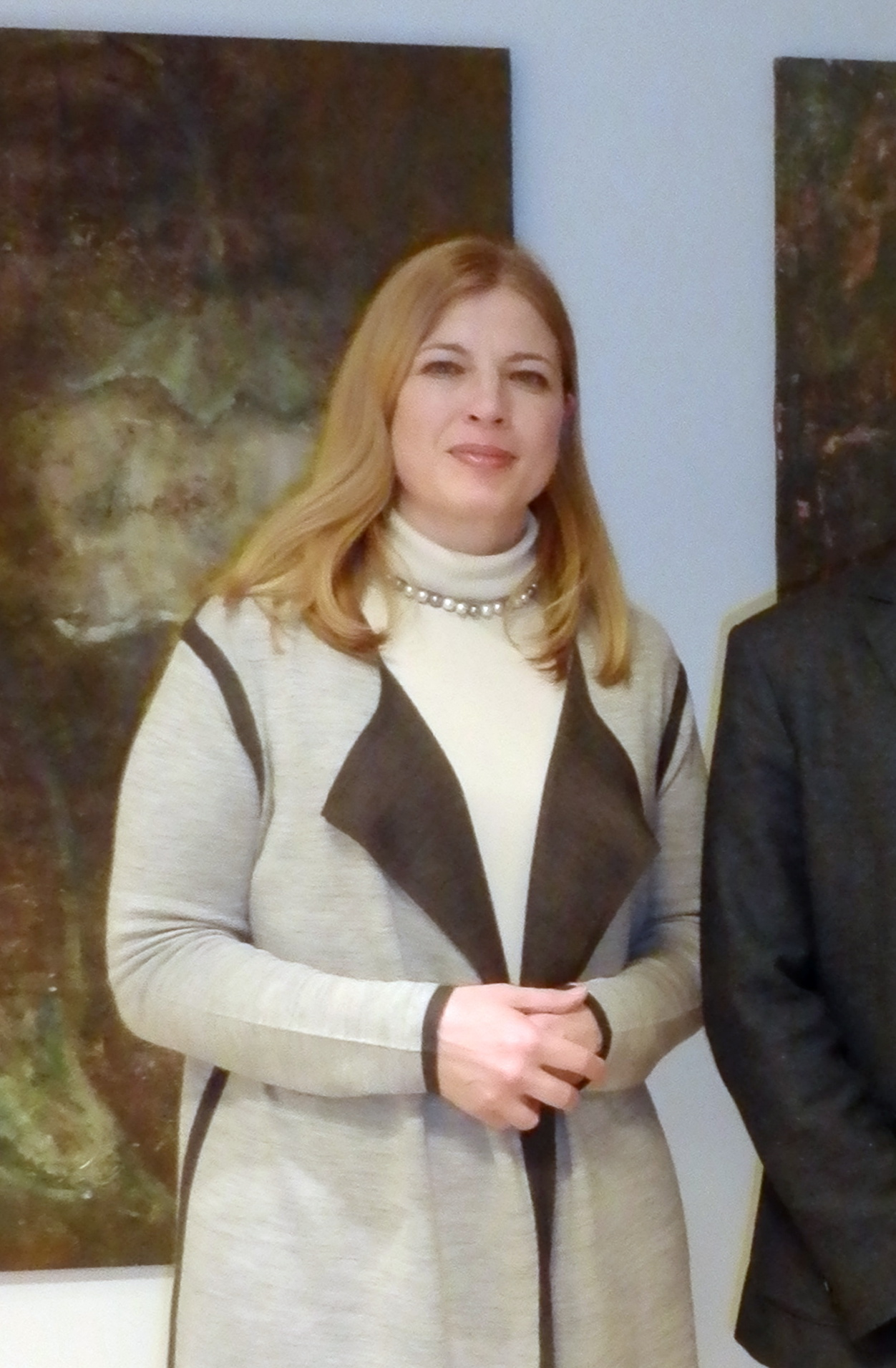
Katrin Kivi

Katrin Kivi (nascida a 18 de julho de 1967 em Kärdla) é uma diplomata da Estónia.
Em 1990 ela formou-se na Universidade de Tartu com uma licenciatura em Língua e Literatura Alemã.
Ela trabalha desde 1993 para o Ministério das Relações Externas da Estónia . Desde 2011 é Embaixadora da Estónia na Dinamarca.